# Municipio de Buffalo (condado de Jewell)
El municipio de Buffalo (en inglés: Buffalo Township) es un municipio ubicado en el condado de Jewell en el estado estadounidense de Kansas. En el año 2010 tenía una población de 507 habitantes y una densidad poblacional de 4,83 personas por km².

## Geografía
El municipio de Buffalo se encuentra ubicado en las coordenadas 39°41′24″N 98°6′37″O / 39.69000, -98.11028. Según la Oficina del Censo de los Estados Unidos, el municipio tiene una superficie total de 104.87 km², de la cual 104,72 km² corresponden a tierra firme y (0,14 %) 0,15 km² es agua.

## Demografía
Según el censo de 2010, había 507 personas residiendo en el municipio de Buffalo. La densidad de población era de 4,83 hab./km². De los 507 habitantes, el municipio de Buffalo estaba compuesto por el 94,67 % blancos, el 1,58 % eran amerindios, el 0,2 % eran asiáticos, el 0,2 % eran de otras razas y el 3,35 % eran de una mezcla de razas. Del total de la población el 5,13 % eran hispanos o latinos de cualquier raza.